# Гад Ельмалех
Гад Ельмалех (Gad Elmaleh; (нар. 19 квітня, 1971 Касабланка, Марокко)  — марокканський актор, режисер, комік. Жанр  — комедія, пародія, військовий фільм, драма.

## Життєпис

### Родина
Народився у змішаній родині з арабським і єврейським корінням. Вивчав іврит, з дитинства розмовляє арабською, марокканською та французькою мовами. Батько  — Давид Ельмалех, був мімом і з малечку долучив сина до акторського мистецтва.

### Навчання
Навчався у марокканській єврейській школі. Здобув ступінь бакалавра.
1988 році поїхав до Канади, де в університеті Квебека протягом чотирьох років вивчав політологію.
1992 — переїхав до Парижа, щоб навчатися драматичного мистецтва.
1995 — виступав як виступав як комік у власному шоу «Palais des glaces». Поспіль працював в жанрі моно-вистави, з успіхом виступав із гумористичними і сатиричними скетчами. Виступав на концертних майданчиках Парижа, Касабланки, Брюсселя, Женеви, Монреаля, Маямі, Лондона, Нью-Йорка (Бродвей).

### Кіно
В кіно з 1994 року. Знімався в драмах. Займається режисурою.

### Особисте життя
В 1992—2008 році був одружений з акторкою Ан Броше, від цього шлюбу має сина Ноя. У 2011—2015 роках його дружиною була Шарлотта Казірагі — монакська журналістка і підприємиця.

### Науковий ступінь
Почесний магістр соціальних наук Université Al-Akhawayne, Марокко

### Фільмографія
| Рік  | Назва українською                      | Назва французькою                                   | країна                                         |
| ---- | -------------------------------------- | --------------------------------------------------- | ---------------------------------------------- |
| 2023 | СуперАлібі 2                           | Alibi.com 2                                         | Франція                                        |
| 2012 | Команда мрії                           | Les Seigneurs                                       | Франція                                        |
| 2011 | Пригоди Тінтіна: Таємниця єдинорога 3D | The Adventures of Tintin: The Secret of the Unicorn | США                                            |
| 2011 | Північ в Парижі                        | Meia-Noite em Paris                                 | Іспанія, США                                   |
| 2010 | Облава                                 | Rafle, La                                           | Франція                                        |
| 2009 | Коко                                   | Coco                                                | Франція                                        |
| 2007 | Так, як твій батько                    | Comme ton père                                      | Франція                                        |
| 2006 | Рокова красуня                         | Hors de prix                                        | Франція                                        |
| 2006 | Дублер                                 | Doublure, La                                        | Бельгія, Італія, Франція                       |
| 2005 | Оле!                                   | Olé!                                                | Франція                                        |
| 2004 | 11 заповідей                           | 11 Commandments, The                                | Франція                                        |
| 2003 | Шу-шу                                  | Chouchou                                            | Франція                                        |
| 2003 | Круті перці                            | Beuze, La                                           | Франція                                        |
| 2002 | Я йду тебе шукати                      | A+ Pollux                                           | Франція                                        |
| 2001 | Це правда, якщо я брешу                | Vérité si je mens! 2, La                            | Франція                                        |
| 2000 | Друге життя                            | Deuxième vie                                        | Франція                                        |
| 1998 | Потяг життя                            | Train de vie                                        | Франція, Румунія, Бельгія, Ізраїль, Нідерланди |
| 1998 | Чоловік, як жінка                      | Homme est une femme comme les autres, L'            | Франція                                        |
| 1997 | Слава республіці !                     | Vive la république                                  | Франція                                        |
| 1997 | XXL                                    | XXL                                                 | Франция                                        |

#### Озвучування
| Рік  | Назва українською | Назва французькою     | країна  |
| ---- | ----------------- | --------------------- | ------- |
| 2003 | Ключі від машини  | Clefs de bagnole, Les | Франція |

#### Режисер
| Рік  | Назва українською | Назва французькою | країна  |
| ---- | ----------------- | ----------------- | ------- |
| 2009 | Коко              | Coco              | Франція |

#### Сценарист
| Рік  | Назва українською | Назва французькою | країна  |
| ---- | ----------------- | ----------------- | ------- |
| 2003 | Шу-шу             | Chouchou          | Франція |